# A Change of Seasons
Az A Change of Seasons az amerikai progresszív metal együttes Dream Theater 1995-ben megjelent nagylemez hosszúságú EP-je. Az album a 23 perces címadó dalt és bónusz feldolgozásokat tartalmaz. Utóbbiakat a hivatalos rajongói klub tagjainak tartott rendezvényen rögzítették 1995. január 31-én, Londonban, Ronnie Scott dzsesszklubjában. Ez az első Dream Theater-album, amelyen az együttes szintetizátorosa már Derek Sherinian volt. A lemez a Billboard 200-as listán az 58. helyig jutott az Amerikai Egyesült Államokban, míg Angliában 88. lett.
A címadó dal Mike Portnoy édesanyjának halála kapcsán az élet körforgásáról szól, az évszakok változásának, s napkelte-napnyugta metaforájának felhasználásával. A szövegben többször idéznek a Holt költők társasága c. filmből. Például: Seize the day és a Gather ye rosebuds while ye may. Jelentésük: „Ragadd meg a napot!”, illetve „Addig szedd a rózsabimbót, amíg tudod!”. Utóbbi egy XVI. századi angol költő, Robert Herrick Intelem a szüzeknek az idő múlatásáról c. versének részlete.
Az A Change of Seasons a Dream Theater egyik legrégebbi szerzeménye, de hosszúsága miatt a korábbi stúdióalbumokra nem kerülhetett fel. A dal 1990-ben felvett demováltozata a Dream Theater Official Bootleg sorozatában megjelent Images and Words Demos albumon hallható. Az 1995-ös EP-re az eredeti változathoz képest nagyban átdolgozták a dalszövegeket és az énekdallamokat.

## Az album dalai
1. "A Change of Seasons" – 23:06 
I. The Crimson Sunrise [instrumentális] 
II. Innocence 
III. Carpe Diem 
IV. The Darkest of Winters [instrumentális] 
V. Another World 
VI. The Inevitable Summer [instrumentális] 
VII. The Crimson Sunset
2. "Funeral for a Friend / Love Lies Bleeding" (Elton John) – 10:49
3. "Perfect Strangers" (Deep Purple) – 5:33
4. "The Rover / Achilles Last Stand / The Song Remains the Same" (Led Zeppelin) – 7:28
5. "The Big Medley" – 10:34 
I. In the Flesh? (Pink Floyd) 
II. Carry on Wayward Son (Kansas) 
III. Bohemian Rhapsody (Queen) 
IV. Lovin', Touchin', Squeezin' (Journey) 
V. Cruise Control (Dixie Dregs) 
VI. Turn It on Again (Genesis)

## Közreműködők
- James LaBrie – ének
- John Petrucci – gitár
- John Myung – basszusgitár
- Mike Portnoy – dobok
- Derek Sherinian – billentyűs hangszerek
- David Rosenthal – szintetizátor programozás a "The Change of Seasons" dalban